# Cloud Cult
Cloud Cult ist eine von dem Singer-Songwriter Craig Minowa 1995 in Minneapolis, Minnesota gegründete Indie-Rock-Band.

## Name
Der Name stammt von einer Prophezeiung von einer nordamerikanischen indigenen Sekte. Craig Minowa dazu:
“It’s a sect of ancient North American indigenous prophecies that have been eerily accurate so far. There’s an incredibly interesting analysis in the prophecies of the balance between technology and nature. In a nutshell, the prophecies indicate that human kind will go through a massive transition due to inability to control some of the unexpected aspects of technology. Those that survive will be those that know how to live off the land. I used it as a project name when I wrote the album “Who Killed Puck?” We weren’t a live band back then, it was just a studio project. But as new albums came together and the project turned into live performance I decided to stick with it.”

## Geschichte
Cloud Cult wurde im Jahr 1995 von Craig Minowa gegründet, als er die Cellistin Sarah Young, die Violinistin Shannon Frid, die Maler Connie Minowa und Scott West, den Bassisten Shawn Neary und den Schlagzeuger Arlen Peiffer anwarb, um bei seinen Solo-Projekten mitzuarbeiten. Er ging aber nie bei einer Plattenfirma unter Vertrag, sondern publizierte auf Earthology Records, einem selbst gegründeten non-profit-Label, bei dem sehr auf Umweltverträglichkeit geachtet wird.
Im Jahr 2002 starb Craig Minowas zweijähriger Sohn Kaidin. Craig Minowa zog sich zurück und schrieb über 100 Songs, von denen einige in Lost Songs from the Lost Years erschienen, das auch 2002 erschien.
They Live on the Sun wurde 2003 fertiggestellt und kam auf Platz 1 der „college radio station charts“. Im Januar 2004 kam Mara Stemm als Bassistin zu der Band.
2004 gewann Aurora Borealis einen Minnesota Music Award als „Album des Jahres“ zusammen mit Prince und Paul Westerberg.
Advice from the Happy Hippopotamus wurde 2006 herausgegeben, das Album wurde von Pitchfork mit 8.3 bewertet.
2007 nannte die Denver Post das Album The Meaning Of 8 „eines der 10 besten Alben des letzten Jahrzehnts“.
Cloud Cult veröffentlichten das Album Feel Good Ghosts (Tea-Partying Through Tornadoes) am 8. April 2008. Craig Minowa sagte, dass Feel Good Ghosts möglicherweise das letzte Album sein wird: „I don’t think there’s going to be another Cloud Cult album for a while. It could be never, I don’t know.“
Ein Dokumentationsfilm über die Band mit dem Titel No One Said It Would Be Easy erschien im Frühjahr 2009.
Eine der charakteristischsten Eigenschaften der Live-Auftritte der Band ist das Live-Malen von Connie Minowa und Scott West. Während eines Auftritts wird von jedem der beiden je ein Bild gemalt, das dann am Ende versteigert wird.
2013 erschien das neue Album Love, parallel dazu ging die Band auf Nordamerikatournee.

## Diskografie

### Studioalben
- The Shade Project (1994)
- Who Killed Puck? (2000)
- Lost Songs from the Lost Years (2002)
- They Live on the Sun (2003)
- Aurora Borealis (2004)
- Advice from the Happy Hippopotamus (2005)
- The Meaning of 8 (2007)
- Feel Good Ghosts (Tea-Partying Through Tornadoes) (2008)
- Light Chasers (2010)
- Love (2013)
- The Seeker (2016)
- Metamorphosis (2022)
- Alchemy Creek (2024)

### Livealben
- On Live at KEXP, Volume III[9] the live version of “Mr. Tambourine Man” (Bob Dylan cover)
- Unplug (2014)